# Bogevischs Buero
Bogevischs Buero (Eigenschreibweise bogevischs buero) ist ein deutsches Architekturbüro, das 1996 von Rainer Hofmann und Ritz Ritzer in München gegründet wurde.

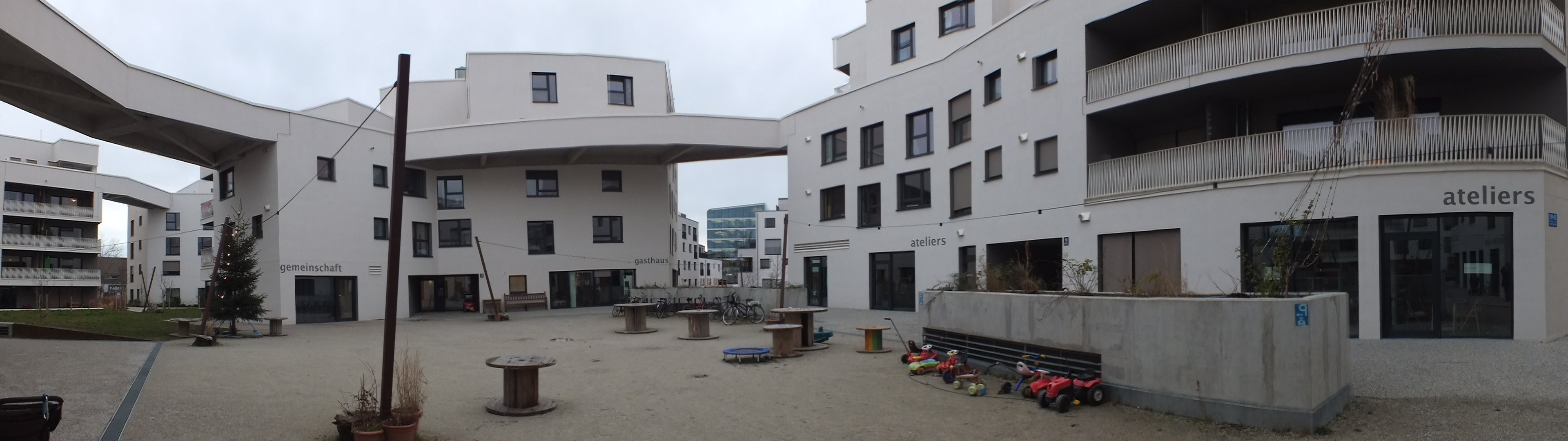
wagnisART, Domagkpark

## Partner
Rainer Hofmann (* 1965) studierte zwischen 1986 und 1993 Architektur an der Technischen Universität München und der University of East London. Nach dem Diplom folgte ein Masterstudium von 1994 bis 1995 an der Iowa State University. Von 1995 bis 1996 war er wissenschaftlicher Assistent an der Iowa State University und zwischen 1997 und 2000 folgten Lehraufträge an der University of Greenwich, AA-School of Architecture und Bartlett School of Architecture. Von 1996 bis 2000 arbeitete er bei Hordon Cherry Lee Architekten, Sauerbruch Hutton und Maccormac Jamieson Prichard. 2010 hatte Hofmann einen Lehrauftrag an der Hochschule Coburg und von 2018 bis 2019 eine Gastprofessur an der TU München.
Hans-Peter Ritzer (* 1963) machte zwischen 1982 und 1984 eine Zimmererlehre und studierte von 1986 bis 1993 Architektur an der Technischen Universität München und der Escola Tècnica Superior d'Arquitectura de Barcelona. Nach dem Diplom arbeitete Ritzer bis 1997 bei H2R Architekten in München. Zwischen 1997 und 2001 war er Lehrbeauftragter und wissenschaftlicher Assistent an der TU München. 2006 wurde er in den Bund Deutscher Architekten berufen und war von 2007 bis 2016 im Vorstand des Deutschen Werkbunds Bayern. Zwischen 2010 und 2014 hatte Ritz Ritzer Lehraufträge an den Hochschulen Coburg, Weihenstephan und Würzburg und war 2011 Vorsitzender in der Jury für den Gestaltungspreis der Stadt Dachau. Seit 2016 ist Ritzer Professor an der Berliner Hochschule für Technik.

## Bauwerke
Eine Auswahl von Bogevischs Buero Bauten wurden fotografisch von Jens Weber dokumentiert.
- 2000–2005: Bülowbogen, Stuttgart
- 2002–2005: Studentenwohnanlage am Felsennelkenanger, München mit Keller Damm Roser
- 2005–2008: Drei Höfe, Neuhausen mit Keller Damm Roser
- 2006–2010: Studentenwohnanlage im Olympischen Dorf, München mit Werner Wirsing und Keller Damm Roser[6][7]
- 2006–2010: wagnis 3, München-Riem mit Keller Damm Roser
- 2008–2011: Energieeffiziente Wohnanlage Hollerstauden, Ingolstadt
- 2010–2013: Studentenwohnanlage Upper Westside, Ulm mit lohrer.hochrein
- 2010–2014: Ramersdorf Mitte, München mit Grabner Huber Lipp
- 2011–2014: Wohnanlage Finsterwalderstraße, Rosenheim
- 2012–2016: wagnisART, Domagkpark mit Auböck + Kárász[8]
- 2016–2021: Flussmeisterstelle, Deggendorf mit Grabner + Huber
- 2014–2017: Restrukturierung Markt am Elisabethplatz, München[9]

## Auszeichnungen und Preise
- 2005: Ehrenpreis für guten Wohnungsbau der Landeshauptstadt München für Studentenwohnheim am Felsennelkenanger, Rosenheim
- 2006: Deutscher Bauherrenpreis für Studentenwohnheim am Felsennelkenanger, Rosenheim[10]
- 2010: Ehrenpreis für guten Wohnungsbau der Landeshauptstadt München für Drei Höfe, Neuhausen und wagnis 3, München[11]
- 2010: best architects award für Studentenwohnungen im Olympischen Dorf, München[12]
- 2012: Preis für Stadtbildpflege der Stadt München für Studentenwohnanlage im Olympischen Dorf, München
- 2012: Europäischer Architekturpreis Energie + Architektur für Energieeffiziente Wohnanlage Hollerstauden, Ingolstadt[13]
- 2013: Anerkennung – Deutscher Holzbaupreis für Energieeffiziente Wohnanlage Hollerstauden, Ingolstadt[14]
- 2013: Deutscher Solarpreis für Energieeffiziente Wohnanlage Hollerstauden, Ingolstadt
- 2016: Deutscher Städtebaupreis für wagnisART, Domagkpark[15]
- 2017: Anerkennung – Deutscher Architekturpreis für wagnisART, Domagkpark[16]
- 2017: Deutscher Nachhaltigkeitspreis für wagnisART, Domagkpark[17]
- 2018: Ehrenpreis für guten Wohnungsbau der Landeshauptstadt München für wagnisART, Domagkpark und Ramersdorf Mitte, München
- 2018: DAM Preis für wagnisART, Domagkpark
- 2018: Deutscher Bauherrenpreis für Wohnanlage Finsterwalder Straße, Rosenheim[18]
- 2022: BDA-Preis Bayern für Flussmeisterstelle, Deggendorf[19]

## Bücher
- Nicolette Baumeister (Hg.): Baukulturführer 21 – Bülowbogen, Stuttgart. Koch, Schmidt u. Wilhelm, Amberg 2005
- Nicolette Baumeister (Hg.): Baukulturführer 49 – Studentenbungalows im Olympischen Dorf, München. Wilhelm Verlag, Amberg 2010
- Nicolette Baumeister (Hg.): Baukulturführer 60 – Gewerbehof Laim, München. Wilhelm Verlag, Amberg 2011
- bogevischs buero – live. Wilhelm Verlag, Amberg 2012
- Nicolette Baumeister (Hg.): Baukulturführer 88. EOS Technologie- und Kundenzentrum, Krailling. Wilhelm Verlag, Amberg 2014 mit Text von Frank Kaltenbach
- Nicolette Baumeister (Hg.): Baukulturführer 98 – Mehrgenerationenwohnen, Forstenried. Wilhelm Verlag, Amberg 2015
- bogevischs buero – gewohnt. Wilhelm Verlag, Amberg 2016
- bogevischs buero (Hg.): Wohnbebauung Weinbauernstraße, München. Ein Recht auf Luxus... Wilhelm Verlag, Amberg 2020
- Nicola Borgmann und Marco Goetz (Hg.): Perlen. Ausgewählte Freiräume in München. Franz Schiermeier Verlag, München 2020, ISBN 978-3-9813190-5-7 mit Beiträgen von Nicolette Baumeister, Matthias Castorph, Johannes Ernst, Benedict Esche, Peter Haimerl, Gottfried Hansjakob, Benedikt Hartl, Andreas Hild, Thomas Jocher, Karl R. Kegler, Elisabeth Merk, Dionys Ottl, Ritz Ritzer, Amandus Sattler, Karin Schmid, Martin Schnitzer, studioeuropa, Christiane Thalgott, Ludwig Wappner, Westner Schührer Zöhrer, Sophie Wolfrum, Tochtermann Wündrich, Max Otto Zitzelsberger
- bogevischs buero (Hg.): Stufenbauten im Olympischen Dorf, München... spartanisch wirken diese Bleiben trotzdem nicht. Wilhelm Verlag, Amberg 2021
- bogevischs buero (Hg.): Hannes Roether GmbH, Pliening. Das vielfältige Schwarz... Wilhelm Verlag, Amberg 2021
- bogevischs buero (Hg.): Drei Höfe, München Damit man neues Hausen entdeckt. Wilhelm Verlag, Amberg 2021
- bogevischs buero (Hg.): Flussmeisterstelle, Deggendorf. Diese scharfen Linien... Wilhelm Verlag, Amberg 2022